# Aussiedler und Spätaussiedler
Prin termenii germani Aussiedler și Spätaussiedler (în traducere directă, „emigranți” și „emigranți târzii”) se înțelege acea parte a imigranților în Germania care au ca limbă maternă germana și sunt proveniți dintr-un stat al blocului de est sau al fostului bloc de est.
Până în 31 decembrie 1992, în limbaj birocratic au fost numiți Aussiedler acei oameni care
- s-au născut ca cetățeni germani în fostele teritorii germane de la est de Linia Oder-Neisse și au rămas în acele locuri după 1945, precum și descendența lor și partenerii lor de viață de alte naționalități (potrivit articolului §4, paragraful 3, propoziția 2 din Legea federală a imigrației) care s-au mutat în Germania, sau
- etnici germani dintr-o țară comunistă care, în cadrul unui proces de absorbție, s-au mutat în Germania de Vest sau în Germania de Est, precum și cetățenii altor state, de naționalități altele decât cea germană, de care aceștia au fost însoțiți.

Spre deosebire de Aussiedler, Spätaussiedler au ajuns în Germania după 1 ianuarie 1993. Cei care au emigrat în Germania înainte de 1 ianuarie 1993 și au fost recunoscuți de autoritățile germane drept Aussiedler, și-au păstrat statutul legal de Aussiedler (indiferent de schimbările terminologice ulterioare). Recunoașterea statutului de Aussiedler sau Spätaussiedler se face potrivit Legii federale a imigrației. Termenii Aussiedler și Spätaussiedler se referă în primul rând la membrii minorităților germane a căror familii au trăit, uneori de mai multe generații, în partea estică a Europei Centrale, în Europa de Est și în Europa de Sud-Est, dar și uneori în Asia, și care s-au mutat în Germania.
Între 1950 și 2005 au ajuns în Germania ca Aussiedler sau ca Spätaussiedler:
- din Uniunea Sovietică și din statele succesoare: 2.334.334
- din Polonia: 1.444.847 (diaspora polonă din Germania numără în total 2,5 milioane de membri)
- din România: 430.101
- din Cehoslovacia și din statele succesoare: 105.095
- din Iugoslavia și din statele succesoare: 90.378
- din diverse alte regiuni: 55.716
- din Ungaria: 21.411

În perioada dintre 1951 și 1987 au ajuns aproximativ 1,4 milioane de Aussiedler în Republica Federală Germania, majoritar plecați din Polonia și din România. Încorporarea lor în societatea germană s-a desfășurat fără probleme. Cu deschiderea blocului de est în vremea lui Mihail Gorbaciov, situația s-a schimbat în mod drastic: din 1988, numărul Aussiedler a crescut în salturi și a atins în 1990, cu aproape 400.000 de oameni, punctul culminant. Din acel moment, influxul de Aussiedleri și de Spätaussiedleri a diminuat constant. În vreme ce număul persoanelor provenite din România și din Polonia a scăzut puternic, procentul germanilor proveniți din Rusia și din Kazahstan după sfârșitul Uniunii Sovietice în 1991 și după facilitarea posibilităților de călătorie în străinătate a crescut simțitor.
Potrivit datelor Bundeszentrale für politische Bildung, din cei 4.481.882 de oameni care, începând cu 1950, au fost primiți în Republica Federală Germania ca (Spät-)Aussiedler, în 2011 mai trăiau circa 3,2 milioane (ca. 70%) în Germania. Diferența este datorată în primul rând deceselor și numai într-o mică măsură emigrări din Germania.